# Gerhard Marcks
Gerhard Marcks (Berlin, 1889. február 18. – Burgbrohl bei Eifel, 1981. november 13.) német szobrász. A Bauhausban végzett tevékenysége hozzájárult ahhoz, hogy az általa vezetett kerámiaműhely közönségsikere révén a Bauhaus szellemének legjobb propagálójává váljék. A Bauhaus-korszak utáni tevékenysége – részben szerencsétlen történelmi sorsa miatt – jelentőségben nem mérhető ehhez.

## Életrajza
1907-ben készültek első művei, 1908-1912 között Richard Scheibével dolgozott közös műteremben. 1914-ben domborműveket készített a Werkbund kölni kiállítására a Gropius által tervezett gyárhoz. 1914-ben részt vett az első világháborúban.

### Bauhaus-korszak
1919 októberétől 1925 márciusáig mester volt a Bauhausban; 1920 októberétől a Bauhaus fazekasműhelyének vezetője a Weimar melletti Dornburgban. Ma nehezen lehet felderíteni, hogy Gropius abban az időben milyen megfontolásból választotta munkatársnak. Bár konzervatívnak, nacionalistának és népiesnek tartotta magát, kezdetben mégis fenntartás nélkül támogatta Gropius elképzeléseit. Az „Arbeitsrat für Kunst” és a Bauhaus első programjával  egyetértett.

„Lényegileg mindnyájan ugyanarra törekszünk: valamennyi képzőművészet összekapcsolására egy építőműhelyben, kézműves alapon és -képzéssel. A többihez azonban nem csatlakozom.”

A kerámiaműhely berendezése és az oktatás óriási szervezési és pénzügyi nehézségeket támasztott. Csődöt mondott az az első kísérlet, hogy a műhelyt Weimarban hozzák létre. Az iskola 1920-ban lépett kapcsolatba a Weimartól 30 kilométernyire levő Dornburgban élő Max Krehan keramikussal, aki vállalkozott a Bauhaussal való együttműködésre. Ennek eredményeként öt diák vállalkozott a dornburgi tanulásra. A diákok Krehan műhelyében sajátították el a korongozás, festés, égetés alapjait és részt vettek az úgynevezett gazdasági égetésekben is, ami jövedelmet jelentett számukra. A művészeti mester Marks, aki korábban már dolgozott kerámiacégekkel, most a tanulókkal különféle edényformákat kísérleteztetett ki, s mellette tanított nekik kerámiatörténetet is. A kerámiaműhely munkáját és ezen át Marks művészeti és szervezői képességeit jelzik az 1923-as Bauhaus és 1924-es „Werkbund” kiállításon elért sikereik, a kerámiatárgyaik iránti fokozott érdeklődés.
Mint a többi Bauhaus-műhelynél, itt is nagy fordulatot jelentett a „központnak” az a döntése, hogy a műhelyeket termelő üzemekké alakítsák át. 1923 májusában a Bauhaus átvette Krehan műhelyét, s az eddig Marks-Krehan kettős irányítás mellett egy technikai- és egy kereskedelmi- vezetőt is kiválasztottak. Gropius már 1923. április 5-én a kerámiasokszorosítás témáját vetette fel.

„Tegnap megnéztem az új edények seregét. Majdnem valamennyi egyedi darab, és teljesen helytelen lenne, ha nem keresnénk annak az útját, hogy hogyan lehet a beléjük fektetett jó munkát minél több ember számára hozzáférhetővé tenni…..meg kell találni annak a módját, hogyan lehet néhány darabot gépek segítségével sokszorosítani.”

Marcks nem értett egyet ezzel és óvta a Bauhaust ettől, a műhelyt lényegében árutermelő üzemmé változtató úttól:

„Nem szabad elfelejtenünk, hogy a Bauhaus iskola… Céljának elérésére a gyakorlati munkát tartjuk helyesnek, de nem ez a cél. Ha ez lenne, akkor a Bauhaus nem lenne más, mint egy a már létező rengeteg gyár közül.”

Ez, a Gropius és Marks közti alapvető elvi nézetkülönbség, (ami szinte ismétlésként hasonlított a korábbi Gropius és Itten nézetkülönbségéhez) vezetett ahhoz, hogy Marks 1925 márciusában szakított a Bauhaussal.

### A Bauhaus-korszakot követően

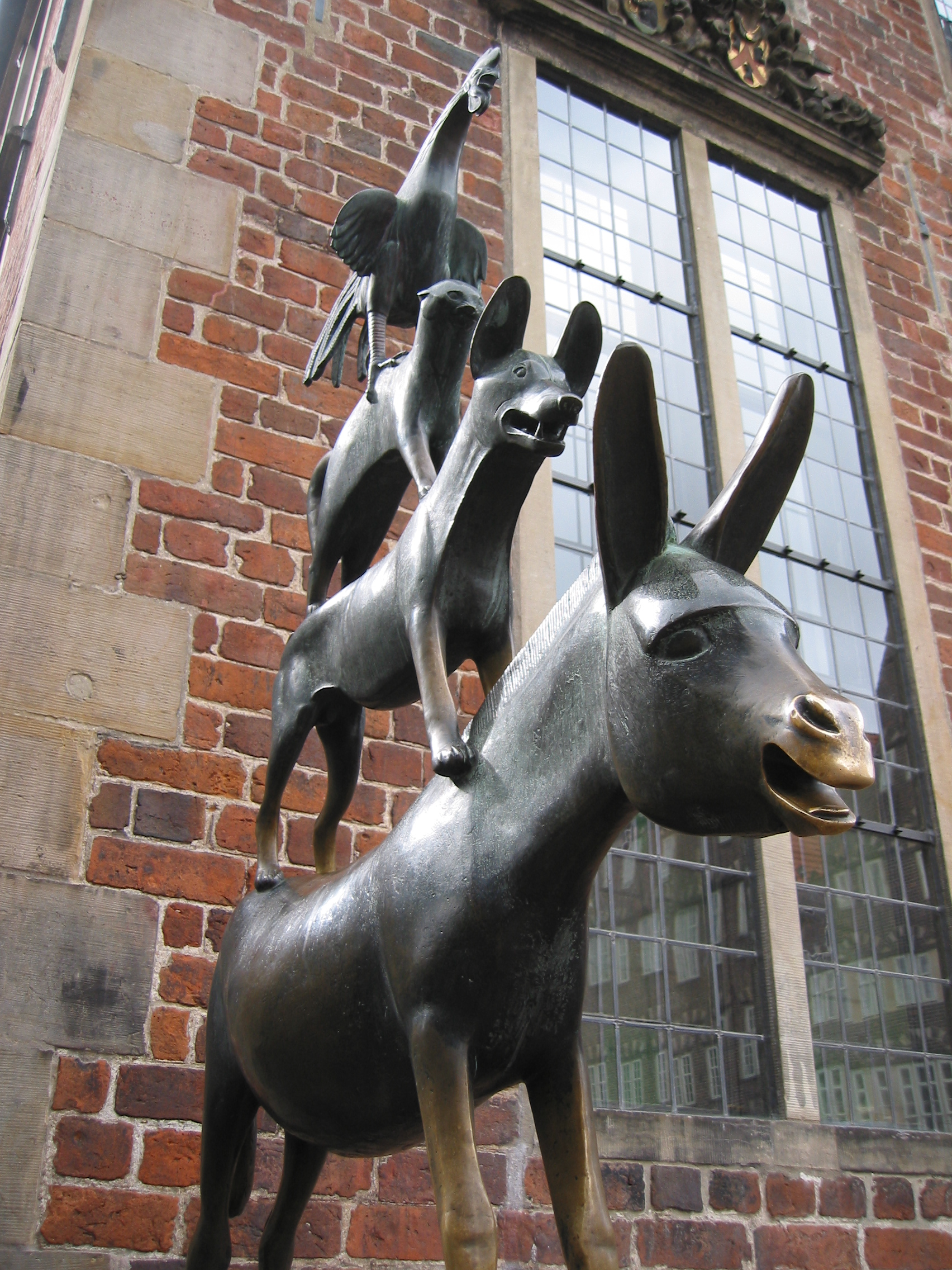
A brémai muzsikusok, 1953

1925-ben a Halle melletti Burg Giebichenstein Iparművészeti Főiskoláján tanított, amelynek 1930-tól az 1933-as elbocsátásáig az igazgatója volt. 1936-ban Berlinbe települt át; szerepelt kiállításokon, de ugyanakkor szilenciumra ítélték, és elkobozták a plasztikáit.
1945-ben meghívták a hamburgi Népművészeti Iskolába. A negyvenes és ötvenes években főként emlékműveket és templomi szobrokat készített. 1981-ben halt meg az Eifel melletti Burgbrohlban.

## Jelentősége
A Bauhausban végzett tevékenységét tekinthetjük Marks művészettörténeti szempontból legjelentősebb, a Bauhaus számára pedig legfontosabb értékének. Ezzel hozzájárult ahhoz, hogy az általa vezetett kerámiaműhely – termékeivel elért közönségsikere révén – a Bauhaus szellemének legjobb propagálójává váljék, messze a Bauhaus megszűnését követő időkben is. Sajnálatos, hogy a Gropius és Marks közti nézetkülönbség, amely tulajdonképpen a Bauhaus alapcéljának különböző megítélésében (mesterképzés, vagy termékfejlesztés) jelentkezett – szakításhoz és a Bauhaus-kerámia továbbfejlesztésétől való eltávolodásához vezetett.